# Nowend Lorenzo
Nowend Yenrique Lorenzo Cabrera (Santo Domingo, República Dominicana, 2 de noviembre de 2002) es un futbolista dominicano que juega en la posición de delantero en el Club Atlético Osasuna "B" de la Primera Federación. Es internacional absoluto con la selección de fútbol de la República Dominicana.

## Trayectoria
Se trasladó a Pamplona a los seis años e ingresó en la cantera de Tajonar en 2014. Ha pasado por todas las categorías del club osasunista desde el equipo infantil hasta el filial, Osasuna Promesas.
Durante la temporada 2022/23 estuvo a préstamo en el Club Deportivo Izarra.

## Selección nacional
Debutó con la selección absoluta de la República Dominicana con tan sólo 18 años de edad, frente a Puerto Rico el 19 de enero del 2021, en un partido amistoso disputado en Santo Domingo. Disputó los Juegos Olímpicos de París 2024 con la selección sub-23 de República Dominicana.

### Participaciones en Juegos Olímpicos
| Juegos Olímpicos               | Sede    | Resultado      | Partidos | Goles |
| ------------------------------ | ------- | -------------- | -------- | ----- |
| Juegos Olímpicos de París 2024 | Francia | Fase de grupos | 3        | 0     |

## Clubes
| Club            | País   | Año       |
| --------------- | ------ | --------- |
| C. A. Osasuna B | España | 2021-2022 |
| C. D. Izarra    | España | 2022-2023 |
| C. A. Osasuna B | España | 2023-Act  |